# Heorhij Pohosov
Georgij Pogosov (ukrainska: Георгій Вадимович Погосов), född den 14 juli 1960 i Kiev, Ukrainska SSR, Sovjetunionen, är en ukrainsk fäktare som ingick i det kombinerade lag som tog OS-guld i herrarnas lagtävling i sabel i samband med de olympiska fäktningstävlingarna 1992 i Barcelona.